# Бово-Кран, Марк де
Франсуа-Венсан Марк де Бово-Кран (фр. François-Vincent Marc de Beauvau-Craon; 29 апреля 1679 — 10 марта 1754, замок Аруэ), маркиз де Бово, князь де Кран и Священной Римской империи — лотарингский дворянин, приближенный императора Франца I.

## Биография
Сын маркиза Луи де Бово, государственного советника и капитана гвардии телохранителей герцога Лотарингского, и Анны-Генриетты де Линьи.
Происходил из линии Бово-Кран дома де Бово, несколько столетий служившей Лотарингскому дому. Друг детства герцога Леопольда, с которым вместе воспитывался, Марк де Бово стал его фаворитом, а его жена — фавориткой. Близость к господину и принцам Габсбургского дома позволили ему стать обладателем огромного состояния и высоких титулов.
Отправившись вместе с принцем на Турецкую войну, Марк, как и его сеньор, сумел отличиться в бою под Темешваром в 1695 году, когда им обоим было всего по 15 лет. После того как Рисвикский мир в 1697 году вернул герцогу Лотарингию, тот назначил Марка великим конюшим.
21 августа 1712 стал маркизом де Кран. Для этого замок и сеньория Одонвиллер в Лотарингии были переименованы в Кран (ныне в составе коммуны Круамар). Дипломом, данным в Вене 13 ноября 1722 императором Карлом VI Марк де Бово и его старший сын возводились в ранг имперских князей, а маркизат Кран становился княжеством. Жалованной грамотой данной в Аранхуэсе 8 мая 1727 Филиппом V, князь возводился в достоинство гранда Испании 1-го класса.
Чтобы подчеркнуть благородство маркиза, в Словаре Мишо приведен следующий анекдот: якобы, в 1714 году Марку стало известно, что изгнанный польский король Станислав Лещинский, проезжая через Люневиль, заложил свои самые дорогие драгоценности за весьма незначительную сумму. Он сообщил об этом герцогу, Леопольд немедленно выкупил драгоценности и отослал их королю вместе с их полной стоимостью в звонкой монете.
По словам герцога де Сен-Симона, Марк де Бово в том же году стал наследником своего дяди по матери Луи де Линьи, графа дю Шармеля, бывшего генерального наместника Иль-де-Франса, попавшего в опалу из-за приверженности янсенизму.
В 1715 году Леопольд назначил Марка воспитателем своего наследника принца Франциска Стефана Лотарингского. 
В 1736 году герцог Франциск Стефан вызвал своего великого конюшего Марка де Бово в Вену, поручив ему ведение переговоров о браке с Марией Терезией и подписание брачного контракта по представительству. Тогда же император назначил Марка действительным тайным государственным советником.
Когда решился вопрос об обмене Лотарингии, Франциск Стефан назначил князя полномочным министром в своем новом владении — Великом герцогстве Тосканском. Станислав Лещинский попросил Марка повременить с отъездом, чтобы тот мог принять участие в церемонии прибытия в Люневиль короля Франции, и провести с ним переговоры (1737). 2 мая того же года князь отправился во Флоренцию, где после смерти последнего Медичи принял власть от имени своего государя и привел население к присяге. Для управления Тосканой был создан Регентский совет, шефом и президентом которого стал Марк де Бово.
В 1739 году император пожаловал его в рыцари ордена Золотого руна; орденскую цепь князь получил в Риме 2 мая 1740.
Патентом от 8 апреля 1739 король Людовик XV признал господ князя де Крана и маркиза де Бово (старшего брата Марка Луи II де Бово) своими кузенами, ибо в XV веке Изабо де Бово стала женой его предка Жана II де Бурбона, графа Вандомского.
Марк де Бово стал обладателем больших земельных владений. Он был маркизом Аруэ, бароном д'Отре, де Сен-Жорж, Тюркетен, Лоркен, Арбуэ и Виль-Иле, сеньором дю Бан-ле-Муан, Томблен, Жарвиль, Бомон, Лез-Этанг, Бюиссонкур и Морле, и стал главой дома де Бово. в 1720—1729 годах архитектор Жермен Бофран по его заказу полностью перестроил замок Аруэ в одноименном маркизате, к югу от Нанси. Став герцогом Лотарингии, Станислав Лещинский часто посещал этот замок, где проживала его любовница, дочь Марка Мария-Франсуаза-Катерина.
В 1749 году престарелый князь оставил пост главы Регентства и вернулся на родину.

## Семья
Жена (16.09.1704): Анна Маргерита де Линьевиль (1686—12.07.1772), придворная дама Елизаветы Шарлотты Орлеанской, дочь графа Мелькиора де Линьевиля, маршала Лотарингии, и Маргериты Антуанетты де Бузе
В браке было 20 детей:
- Элизабет-Шарлотта (19.11.1705, Люневиль — 1787). Муж (29.07.1723): Фердинанд Франсуа де Лабом, маркиз де Сен-Мартен (1695—?)
- Анна-Маргерита-Габриель (28.04.1707, Люневиль — 1791). Муж 1) (19.08.1721): Жак-Анри де Лоррен (1698—1734), князь Ликсхейма; 2) (контракт 2.01.1739): Шарль-Пьер-Гастон де Леви (1699—1757), герцог де Мирпуа
- Габриель-Франсуаза (31.06.1708, Люневиль — 1758). Муж (19.08.1725): Александр-Габриель-Жозеф де Энен-Льетар д'Альзас (1681—1745), князь де Шиме
- Мари-Филиппа-Текла (23.09.1709, Люневиль — 1748), канонисса в Ремирмоне
- Никола-Симон-Жюд (28.10.1710, Люневиль — 05.1734, Рим), принц де Бово. Жалованной грамотой от 3.02.1718 назначен временным великим конюшим. В 21 год решил вступить в духовное сословие; был известен, как аббат де Кран. Умер незадолго до вступления в монашеский орден
- Мари-Франсуаза-Катерина (8.12.1711, Люневиль — 1787), канонисса в Ремирмоне. Муж (19.04.1735): Луи-Франсуа де Буфлер, маркиз де Ремьенкур
- Франсуа-Венсан-Марк (23.01.1713, Люневиль — 9.06.1742, Париж), аббат Л'Иль-ан-Барруа
- Леопольд-Клеман (17.04.1714, Люневиль — 27.02.1723, Париж), рыцарь Мальтийского ордена
- Луиза-Эжени (29.07.1715, Кран — 1736, Нанси), аббатиса Эпиналя (7.08.1728)
- Генриетта-Огюстина (28.08.1716, Кран — ?), канонисса в Пуссе
- Шарлотта-Николь (8.11.1717, Кран — 1787), коадъютриса, затем аббатиса Пуссе (1730). Муж (22.12.1734, Нанси): маркиз Леопольд-Клеман де Бассомпьер, камергер Станислава Лещинского
- Анна-Маргерита (10.02.1719, Люневиль — ?), монахиня в общине дам Святой Марии на рю дю Бак в Париже (1738)
- Шарль-Жюст (10.11.1720, Люневиль — 21.05.1793, Сен-Жермен-ан-Ле), князь де Бово-Кран, маршал Франции. Жена 1) (3.04.1745): Мари-Софи де Ла-Тур д'Овернь (1729—1763), дочь Эммануэля Теодоза де Ла-Тур д'Овернь, герцога де Буйон, и Луизы-Генриетты де Лоррен-Аркур; 2) (14.03.1764): Мари-Шарлотта-Сильви де Роган-Шабо (1729—1807), дочь Ги-Огюста де Роган-Шабо, графа де Майе-Сезеплу, и Ивонны-Сильви дю Брей де Ре
- Элизабет (29.01.1722, Люневиль — ?), канонисса в Пуссе, затем монахиня в общине дам Святой Марии на рю дю Бак в Париже (1740)
- Фердинанд-Жером (5.09.1723, Люневиль — 1790), принц де Кран. Жена (08.1772): Луиза-Генриетта Демье д'Аршиак (ок. 1747—1831), дочь графа Луи-Этьена Демье д'Аршиака и Мари-Анны д'Антес
- Габриель-Шарлотта (29.10.1724, Люневиль — 1790), канонисса в Ремирмоне, затем монахиня в королевском аббатстве Жювиньи (08.1743)
- Александр (16.12.1725, Люневиль — 1745), полковник полка Эно (1744). Погиб в битве при Фонтенуа
- Беатрис-Алекси (17.07.1727, Люневиль — 9.03.1730)
- Иларион (21.09.1728, Люневиль — 24.09.1728)
- Антуан (18.01.1730, Люневиль — 1736, Аруэ)